# Loudrefing
Loudrefing (fràncic lorenès Luterfing) és un municipi francès situat al departament del Mosel·la i a la regió del Gran Est. L'any 2007 tenia 294 habitants.

## Demografia

### Població
El 2007 la població de fet de Loudrefing era de 294 persones. Hi havia 124 famílies, de les quals 36 eren unipersonals (36 dones vivint soles i 36 dones vivint soles), 48 parelles sense fills, 32 parelles amb fills i 8 famílies monoparentals amb fills.
La població ha evolucionat segons el següent gràfic:
Habitants censats

### Habitatges
El 2007 hi havia 168 habitatges, 127 eren l'habitatge principal de la família, 5 eren segones residències i 36 estaven desocupats. 126 eren cases i 42 eren apartaments. Dels 127 habitatges principals, 97 estaven ocupats pels seus propietaris, 26 estaven llogats i ocupats pels llogaters i 4 estaven cedits a títol gratuït; 2 tenien una cambra, 6 en tenien dues, 17 en tenien tres, 33 en tenien quatre i 69 en tenien cinc o més. 101 habitatges disposaven pel capbaix d'una plaça de pàrquing. A 60 habitatges hi havia un automòbil i a 50 n'hi havia dos o més.

### Piràmide de població
La piràmide de població per edats i sexe el 2009 era:
| Homes | Edats   | Dones |
| ----- | ------- | ----- |
| 0     | 95 o +  | 0     |
| 4     | 90 a 94 | 4     |
| 4     | 85 a 89 | 8     |
| 0     | 80 a 84 | 0     |
| 4     | 75 a 79 | 16    |
| 8     | 70 a 74 | 4     |
| 8     | 65 a 69 | 12    |
| 0     | 60 a 64 | 8     |
| 8     | 55 a 59 | 4     |
| 16    | 50 a 54 | 12    |
| 8     | 45 a 49 | 12    |
| 12    | 40 a 44 | 0     |
| 16    | 35 a 39 | 16    |
| 16    | 30 a 34 | 4     |
| 8     | 25 a 29 | 12    |
| 12    | 20 a 24 | 8     |
| 4     | 15 a 19 | 8     |
| 4     | 10 a 14 | 4     |
| 8     | 5 a 9   | 4     |
| 8     | 0 a 4   | 24    |

## Economia
El 2007 la població en edat de treballar era de 192 persones, 120 eren actives i 72 eren inactives. De les 120 persones actives 106 estaven ocupades (66 homes i 40 dones) i 14 estaven aturades (4 homes i 10 dones). De les 72 persones inactives 32 estaven jubilades, 10 estaven estudiant i 30 estaven classificades com a «altres inactius».

### Ingressos
El 2009 a Loudrefing hi havia 127 unitats fiscals que integraven 301 persones, la mediana anual d'ingressos fiscals per persona era de 17.198 €.

### Activitats econòmiques
Dels 7 establiments que hi havia el 2007, 1 era d'una empresa de construcció, 1 d'una empresa de comerç i reparació d'automòbils, 1 d'una empresa de transport, 1 d'una empresa d'hostatgeria i restauració, 1 d'una empresa immobiliària i 2 d'entitats de l'administració pública.
Dels 2 establiments de servei als particulars que hi havia el 2009, 1 era un paleta i 1 restaurant.
L'any 2000 a Loudrefing hi havia 12 explotacions agrícoles que ocupaven un total de 432 hectàrees.

## Equipaments sanitaris i escolars
El 2009 hi havia una escola elemental.

## Poblacions més properes
El següent diagrama mostra les poblacions més properes.